# Spirál (szobor)

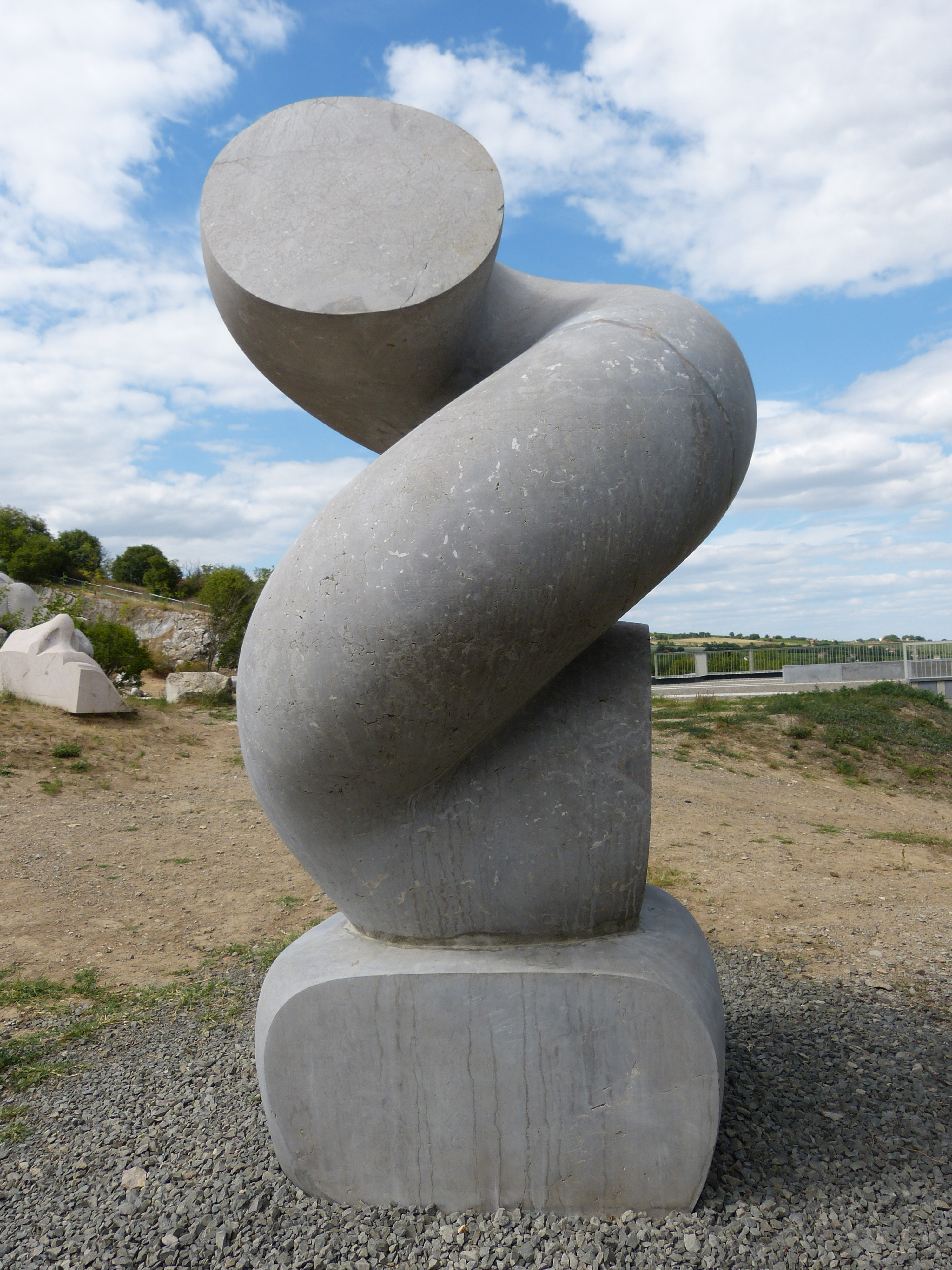
Bocz Gyula: Spirál, 1971–1973, Nagyharsányi Szoborpark

A Spirál című szobrot Bocz Gyula faragta 1971–1973 között a nagyharsányi szobrásztelepen a Szársomlyó elhagyott keleti kőbányájában a helyszíni szürke mészkőből. A szobor Bocz Gyula egyik fő műve.

## Története

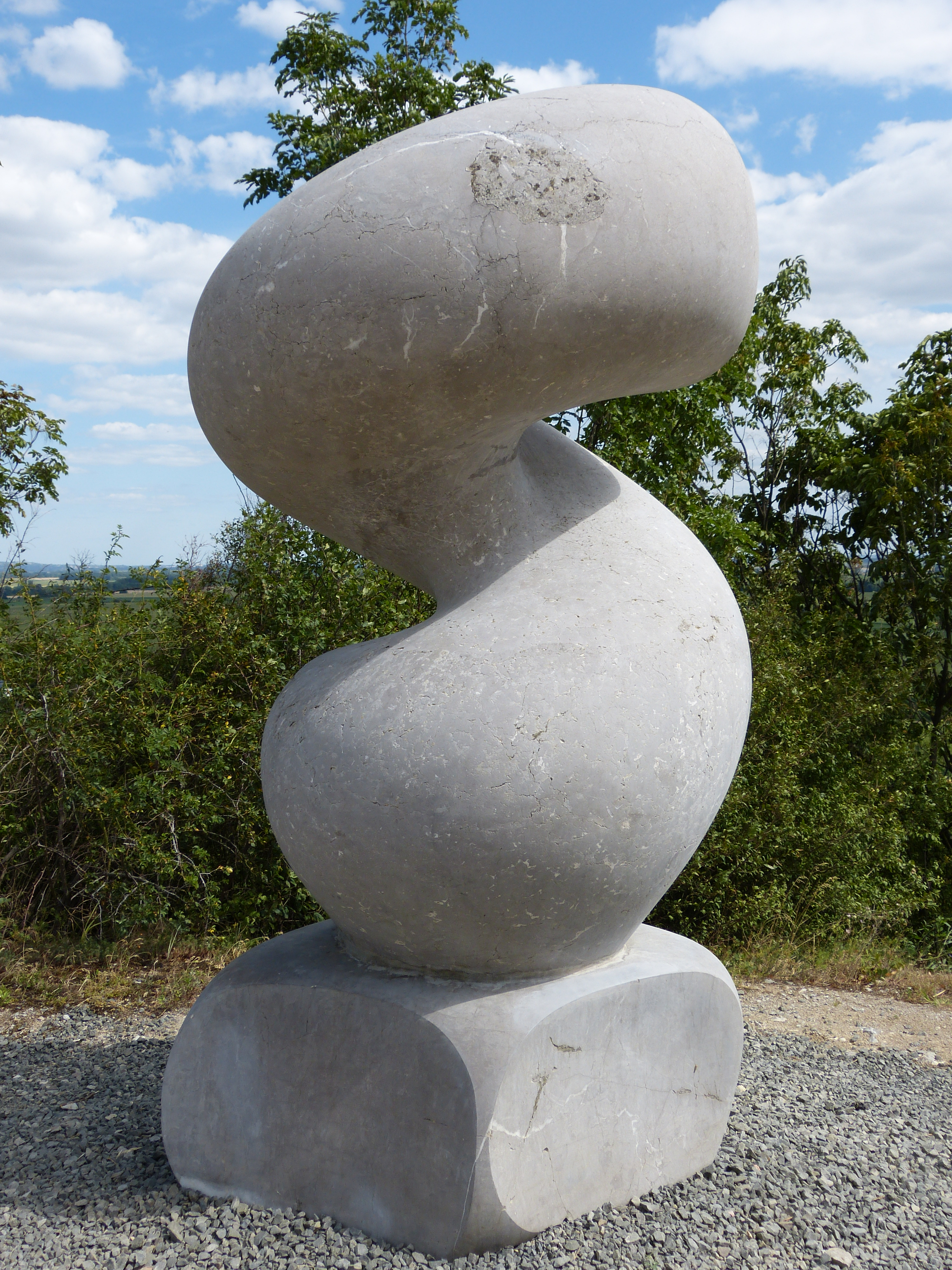
Bocz Gyula: Spirál, 1971–1973, Nagyharsányi Szoborpark

1971 őszén Bocz megnyerte a III. Országos Kisplasztikai Biennálé első díját Virág III. című bronzszobrával, ami jelentős áttörést hozott: nemcsak az ő elismerése volt, hanem az autodidakta, nonfiguratív művészeté is. A III. Kisplasztikai Biennálé díjátadását követő baráti ünnepségen „találta ki” Bocz a felemelkedést szimbolizáló, forgószélhez hasonlító Spirál című művének gondolatát, s ez háttérbe szorította az 1969-től faragott Életet. A szobrot Bocz tisztán kézi erővel faragta ki, a szobrásztelepen akkor még nem elérhető modern elektromos gépek, szerszámok nélkül. A villányi szoborpark kiugró pontján, egy kiszögellő sziklafalon, szakadék fölött állították fel.
A spirál különleges, a négy földi elem világában egyaránt fellelhető alakzat. Nem tartozik az alapvető térbeli formák közé, ugyanakkor gyakori az emberalkotta tárgyak világában éppúgy, mint a természetben. A világegyetemben számos megjelenése ismert a Földön kívül is. Megfigyelhető az emberi test, e sajátos mikrokozmosz belső működésében. E forma optimálisnak tűnik fel; a természetben védelmez a külső hatásokkal szemben.
Az emberiség történetében gyakran ábrázolták síkban is a motívumot, így például Newgrange (Sí an Bhrú) prehisztorikus síremlékén (i. e. 4. évezred). „Kilapítva” alkalmas a síknak egybevágó alakzatokkal történő lefedésére (Fermat spirálja). A minta függőleges „felemelése”-kor térbeli testté formálható, és leírható egy hengerpalástra helyezett térgörbeként.
A természetet fáradhatatlanul megfigyelő Bocz átgondolt választása volt e forma szoborrá alakítása. A szobor készülési folyamatáról viszonylag részletes fotódokumentáció készült. Az elsődlegesen megformált, kinagyolt kő egy szabálytalan henger volt, melyet a henger középtömegű formájából kiindulva alakított Bocz spirállá. A kész szobrot egy lekerekített végű, lapított gömbszelet alakú (ellipszis „oldalú”) fekvő talapzatra állította, mely megsokszorozza a tömeghatást. A „mozgó” forma, a kész szobor a különféle fényviszonyok között képes „életre kelni”. Ezt a sajátos hatást tanúsítják az eltérő megvilágításban készült fényképek, a műről készült grafikák és a szoborral hosszabb időt töltő befogadók élményei. A szobor azonban korántsem olyan szabályos, mint első pillantásra tűnhet. Körbejárva feltárul „asszimmetrikus, mozgó, nem ismétlődő” volta. Bocz valószínűleg nem hallott a nukleinsavról, noha egy lehetséges értelmezés szerint a Spirál tulajdonképpen annak szerkezetét mintázza.

## Recepciója

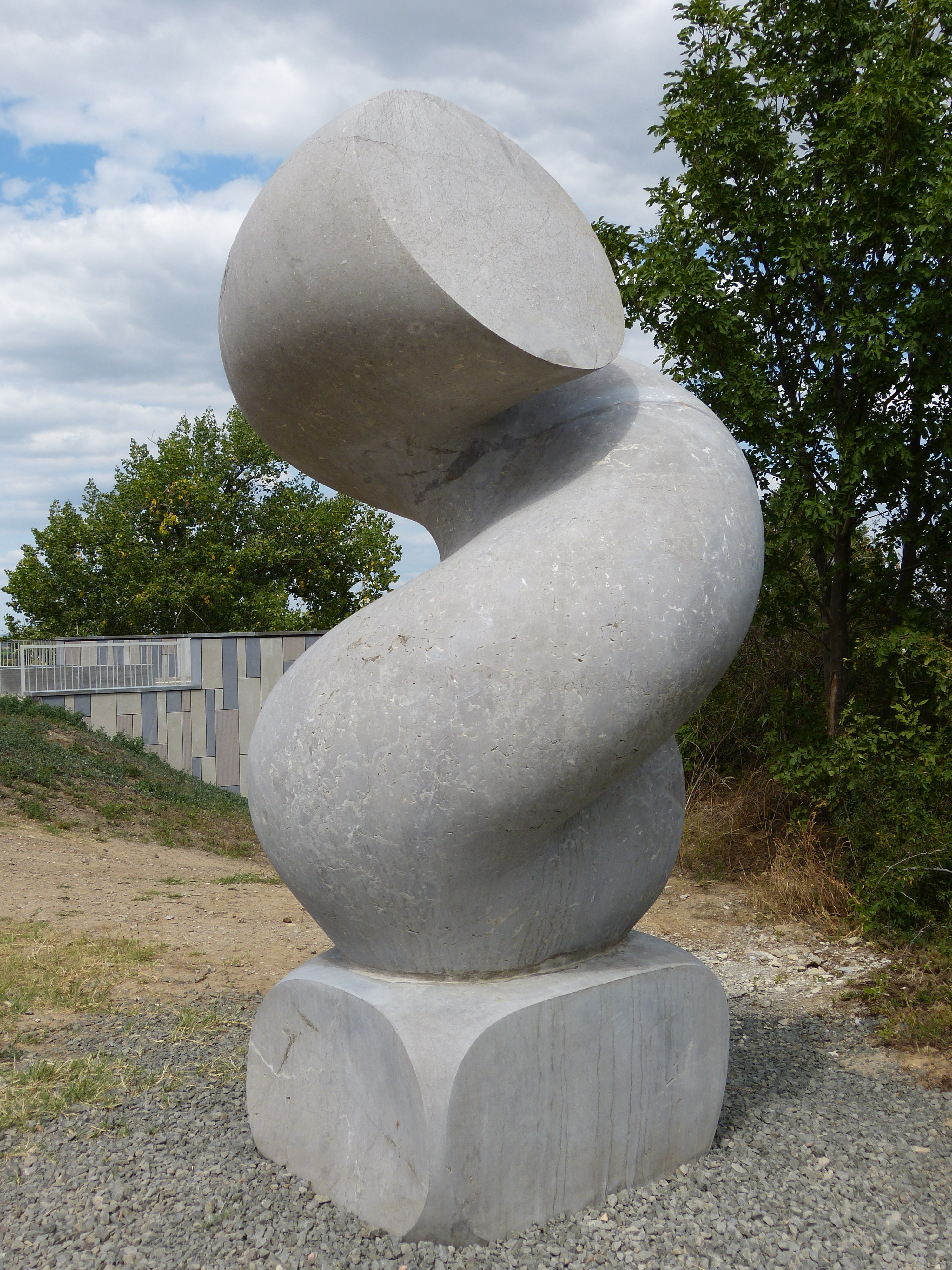
Bocz Gyula: Spirál, 1971–1973, Nagyharsányi Szoborpark

A mű hamarosan országosan ismertté vált, számos újság közölte fényképét, az Élettel együtt ezt a szobrot emlegették talán a legtöbbet. A Spirál ihletet adott különböző művészeti ágak alkotóinak: a baranyai nevezetességeket Martyn Ferenc rajzaival és Weöres Sándor verseivel bemutató albumban Martyn e szobrot ábrázoló grafikája mellett „A kőszobor a messzeségbe széttekint s a messzeség reá tekint.” szöveg olvasható.
A Műcsarnok 2017-es Egy/kor című kiállítására a múzeum mellé szállították a nagyharsányi szoborparkból a Spirált, mely a tárlat szimbólumává vált. Visszakerülve a Nagyharsányi Szoborparkba 2020. március végén kettétört, Szemerey-Kiss Balázs restaurálta 2020 nyarán.